# إميليانو شامورو فارغاس
اميليانو شامورو فارغاس (بالإسبانية: Emiliano Chamorro) (و. 1871 – 1966 م) هو دبلوماسي من نيكاراغوا ولد في نيكاراغوا.
وهو عضو في حزب محافظي نيكاراغوا .